# Gilles Bosquet
Gilles Bosquet (født 14. juli 1974 i Reims, Frankrig) er en fransk tidligere roer.
Bosquet var en del af den franske firer uden styrmand, der vandt sølv ved OL 1996 i Atlanta. Bådens øvrige besætning var Bertrand Vecten, Olivier Moncelet og Daniel Fauché. Franskmændene sikrede sig sølvet efter en finale, hvor den australske båd vandt guld, mens Storbritannien fik bronze. Han deltog i samme disciplin ved OL 2000 i Sydney, hvor franskmændene endte på syvendepladsen.
Bosquet vandt desuden tre VM-medaljer, heriblandt en guldmedalje i firer med styrmand ved VM 2001 i Luzern.

## OL-medaljer
- 1996:  Sølv i firer uden styrmand